# Àngel Catafau i Salvó
Àngel Catafau i Salvó (Mollet del Vallès, 29 de juliol de 1909 - 31 de desembre de 1993) fou un comerciant i compositor català.
Va ser un personatge popular en la història de Mollet on, al cap de nou anys, va començar les seves primeres lliçons de música amb mestres locals com Vicenç Solà i Miquel Santamaria. A la dècada dels anys 1930, va crear l'Orchestra Catalunya, que va passar a anomenar-se Appeal Orchestra.
Seguidament, un cop passada la Guerra Civil Espanyola, va crear l'Orchestra Salmer's, predecessora de la Gran Estilo.
També Catafau es dedicà a impartir classes de música en l'àmbit local. Va crear diversos gèneres musicals, amb obres per a ball, sarsueles i sardanes, com Que bonic és el Vallès, Amb tot el cor, Els llagostins o Visca el Barça!